# Ignjac Krešić
Ignjac Krešić (* 19. Oktober 1966) ist ein ehemaliger kroatischer Fußballspieler und heutiger Trainer.

## Als Spieler
Der Torwart startete seine Profikarriere im ehemaligen Jugoslawien bei NK Osijek und spielte dort in der Saison 1989/90 drei Mal in der ersten Liga. Anschließend spielte Krešić ab 1994 in Deutschland bei der SG Croatia Frankfurt, FSV Frankfurt,  FC Italia Frankfurt, Viktoria Aschaffenburg und dem SV Darmstadt 98. Zwischen 1999 und 2006 war er Torwart bei Dynamo Dresden, sein größter sportlicher Erfolg war dort der Aufstieg in die Zweite Liga, wo er 42 Spiele absolvierte. In der Saison 2006/07 wechselte er als Ersatztorwart zu Kickers Offenbach, kam dort allerdings nicht zum Einsatz. Zum Ende dieser Saison beendete Krešić zunächst seine aktive Laufbahn, heuerte im September 2007 jedoch in der Oberliga Hessen beim FC Bayern Alzenau an, wo er seine aktive Profilaufbahn nach einem halben Jahr endgültig beendete. Von 2013 bis 2016 stand er noch in unregelmäßigen Abständen beim Offenbacher Kreisoberligisten SG Heusenstamm Zrinski zwischen den Pfosten.

## Als Trainer
Von Mai 2009 bis Januar 2011 war er als Cheftrainer beim fünftklassigen Hessenligisten Rot-Weiss Frankfurt tätig, er verließ den Verein auf eigenen Wunsch. Krešić kehrte an seine langjährige Wirkungsstätte Dresden zurück und trainierte ab März 2011 den fünftklassigen Oberligisten SC Borea Dresden. Nachdem sich Borea im September 2011 vom Spielbetrieb zurückgezogen hatte, übernahm er bis zum Saisonende die dritte Mannschaft seines Ex-Vereins Dynamo Dresden. 2014 arbeitete Krešić kurzzeitig als Co-Trainer von Borussia Neunkirchen und zwei Jahre später stand er noch für den SG Heusenstamm Zrinski an der Linie.